# Rally de Azores de 2018
El Rally de Azores de 2018, oficialmente 53.º Azores Airlines Rallye, fue la quincuagésimo tercera edición y la primera ronda de la temporada 2018 del Campeonato de Europa de Rally. Se celebró del 22 al 24 de marzo y contó con un itinerario de quince tramos sobre tierra que sumarón un total de 207,44 km cronometrados.
El ganador de la prueba fue el ruso Alexey Lukyanuk quien consiguió su primera victoria de la temporada y la sexta en el campeonato. Fue acompañado en el podio por los locales y ganadores previos de la prueba, Ricardo Moura y Bruno Magalhães.

## Itinerario
| Día                     | Tramo | Nombre                 | Distancia | Ganador de la etapa | Automóvil      | Tiempo  | Líder de la general |
| ----------------------- | ----- | ---------------------- | --------- | ------------------- | -------------- | ------- | ------------------- |
| Día 1 (22 de marzo)     | -     | Remédios (Shakedown)   | 3.12 km   | Alexey Lukyanuk     | Ford Fiesta R5 | 1:53.2  | -                   |
| Día 1 (22 de marzo)     | SS1   | Lagoa Stage            | 2.14 km   | Dávid Botka         | Škoda Fabia R5 | 1:33.9  | Dávid Botka         |
| Día 1 (22 de marzo)     | SS2   | Vila Franca São Brás 1 | 17.08 km  | Alexey Lukyanuk     | Ford Fiesta R5 | 12:51.8 | Alexey Lukyanuk     |
| Día 1 (22 de marzo)     | SS3   | Grupo Marques 1        | 3.95 km   | Fredrik Åhlin       | Škoda Fabia R5 | 3:25.6  | Alexey Lukyanuk     |
| Día 2 (23 de marzo)     | SS4   | Pico da Pedra Golfe 1  | 7.02 km   | Ricardo Moura       | Škoda Fabia R5 | 4:26.8  | Alexey Lukyanuk     |
| Día 2 (23 de marzo)     | SS5   | Feteiras MEO 1         | 7.46 km   | Alexey Lukyanuk     | Ford Fiesta R5 | 5:32.7  | Alexey Lukyanuk     |
| Día 2 (23 de marzo)     | SS6   | Sete Cidades 1         | 23.87 km  | Alexey Lukyanuk     | Ford Fiesta R5 | 17:06.6 | Alexey Lukyanuk     |
| Día 2 (23 de marzo)     | SS7   | Pico da Pedra Golfe 2  | 7.02 km   | Alexey Lukyanuk     | Ford Fiesta R5 | 4:22.7  | Alexey Lukyanuk     |
| Día 2 (23 de marzo)     | SS8   | Feteiras MEO 2         | 7.46 km   | Bruno Magalhães     | Škoda Fabia R5 | 5:26.5  | Alexey Lukyanuk     |
| Día 2 (23 de marzo)     | SS9   | Sete Cidades 2         | 23.87 km  | Bruno Magalhães     | Škoda Fabia R5 | 16:35.8 | Alexey Lukyanuk     |
| Día 3 (24 de marzo)     | SS10  | Graminhais 1           | 21.28 km  | Alexey Lukyanuk     | Ford Fiesta R5 | 14:55.1 | Alexey Lukyanuk     |
| Día 3 (24 de marzo)     | SS11  | Tronqueira 1           | 21.99 km  | Alexey Lukyanuk     | Ford Fiesta R5 | 18:00.2 | Alexey Lukyanuk     |
| Día 3 (24 de marzo)     | SS12  | Grupo Marques 2        | 3.95 km   | Hubert Ptaszek      | Škoda Fabia R5 | 3:25.7  | Alexey Lukyanuk     |
| Día 3 (24 de marzo)     | SS13  | Vila Franca São Brás 2 | 17.08 km  | Fabian Kreim        | Škoda Fabia R5 | 12:48.0 | Alexey Lukyanuk     |
| Día 3 (24 de marzo)     | SS14  | Graminhais 2           | 21.28 km  | Bruno Magalhães     | Škoda Fabia R5 | 14:40.9 | Alexey Lukyanuk     |
| Día 3 (24 de marzo)     | SS15  | Tronqueira 2           | 21.99 km  | Bruno Magalhães     | Škoda Fabia R5 | 17:36.6 | Alexey Lukyanuk     |
| Fuente:ewrc-results.com |       |                        |           |                     |                |         |                     |

## Clasificación final
| Pos.                     | Piloto            | Copiloto          | Automóvil      | Equipo                         | Tiempo    | Puntos |
| ------------------------ | ----------------- | ----------------- | -------------- | ------------------------------ | --------- | ------ |
| 1                        | Alexey Lukyanuk   | Alexey Arnautov   | Ford Fiesta R5 | Russian Performance Motorsport | 2:33:51.7 | 25+12  |
| 2                        | Ricardo Moura     | António Costa     | Škoda Fabia R5 | Ricardo Moura                  | +16.4     | 18+12  |
| 3                        | Bruno Magalhães   | Hugo Magalhães    | Škoda Fabia R5 | Bruno Magalhães                | +25.7     | 15+12  |
| 4                        | Chris Ingram      | Ross Whittock     | Škoda Fabia R5 | Toksport WRT                   | +1:24.2   | 12+6   |
| 5                        | Fredrik Åhlin     | Joakim Sjöberg    | Škoda Fabia R5 | Fredrik Åhlin                  | +2:33.1   | 10+2   |
| 6                        | Norbert Herczig   | Ramón Ferencz     | Škoda Fabia R5 | Mol Racing Team                | +4:02.9   | 8+4    |
| 7                        | Łukasz Habaj      | Daniel Dymurski   | Ford Fiesta R5 | Rallytechnology                | +4:12.2   | 6      |
| 8                        | Rhys Yates        | Elliott Edmondson | Škoda Fabia R5 | Rhys Yates                     | +4:15.7   | 4      |
| 9                        | Ricardo Teodósio  | José Teixeira     | Škoda Fabia R5 | ARC Sport                      | +4:43.0   | 2      |
| 10                       | José Pedro Fontes | Paulo Babo        | Citroën DS3 R5 | Citroën Vodafone Team          | +5:01.2   | 1      |
| Fuente: ewrc-results.com |                   |                   |                |                                |           |        |